# Christian Rutenberg
Diedrich Christian Rutenberg (* 11. Juni 1851 in Bremen; † 25. August 1878 bei Beravi in der Region Melaky auf Madagaskar) war ein deutscher Forscher und Pflanzensammler. Sein offizielles botanisches Autorenkürzel lautet „Rutenb.“

## Biografie
Rutenbergs Vater war der Bremer Baumeisters Lüder Rutenberg. Er studierte Medizin und Naturwissenschaften an der Universität Jena und an der Heidelberg und promovierte 1875 in Heidelberg. Einer seiner Professoren war der Mediziner und Zoologe Ernst Haeckel. Mit Haeckel nahm er 1872 an wissenschaftlichen Exkursionen nach Montenegro und Dalmatien teil. Ab 1875 praktizierte er als Augenarzt und arbeitete als Militärarzt in Serbien.
1877 reiste er nach Südafrika, wo er in Natal und Transvaal botanische Muster sammelte, bevor er seine Reise mit demselben Zweck nach Mosambik, Mauritius und Madagaskar fortsetzte. Er hielt sich zunächst an der madegassischen Nordwestküste auf und querte das Land dann in den Osten der Insel, wo er sich in Vohémar niederließ. Auf einer Sammlungsexpedition wurde Rutenberg, 27-jährig, nahe dem Dorf Beravi von Einheimischen getötet.
Rutenbergs Präparate aus Madagaskar gelangten auf Umwegen in den Besitz des Bremer Botanikers Franz Buchenau, der eine Reihe von Abhandlungen unter dem Titel Reliquiae Rutenbergianae verfasste. Mit anderen Autoren beschrieb Buchenau die 605 Arten der Sammlung Rutenbergs; sie enthielt 168 bisher unbeschriebene Arten und Unterarten und fünf neue Gattungen.
Nach Rutenberg ist die Gattung Rutenbergia (Geh. & Hampe ex Besch., 1880) benannt.
Es wurden 52 Pflanzenarten und 4 Tierarten zu Ehren von Rutenberg benannt, unter anderem der auf Madagaskar endemisch vorkommende Riedfrosch Heterixalus rutenbergi und ebenfalls dort endemisch vorkommend Pachypodium rutenbergianum.